# Lac de Thurins
Le lac de Thurins est un lac de barrage situé à Thurins, dans le Rhône sur le Garon.

## Géographie
Orienté nord-ouest, le lac a 116 m de largeur et 200 mètres de longueur pour une superficie de 1,52 ha.